# Dziewczyna z igłą
Dziewczyna z igłą (duń. Pigen med nålen) – duńsko-polsko-szwedzki dramat obyczajowy z 2024 roku w reżyserii Magnusa von Horna, zrealizowany na podstawie scenariusza napisanego wraz z Line Langebek. Fabuła filmu inspirowana była historią duńskiej seryjnej morderczyni, Dagmar Overbye.
Dziewczyna z igłą odniosła sukces artystyczny. Premiera filmu odbyła się w konkursie głównym na 77. MFF w Cannes. Film zdobył liczne nagrody na Festiwalu Polskich Filmów Fabularnych w Gdyni: za najlepszą reżyserię, zdjęcia, scenografię, kostiumy, muzykę i drugoplanową rolę kobiecą (Trine Dyrholm). Obraz zdobył też nominację do Oscara dla najlepszego filmu międzynarodowego jako reprezentant Danii.

## Fabuła
Akcja filmu toczy się w Kopenhadze wkrótce po I wojnie światowej. Młoda szwaczka Karoline, zwolniona z pracy po zajściu w ciążę z właścicielem szwalni, nie mając wyboru podejmuje pracę u starszej kobiety o imieniu Dagmar. Prowadzi ona oficjalnie sklep ze słodyczami, a pod jego przykrywką również agencję adopcyjną. Dagmar przekonuje zdesperowane matki, że ich niechciane noworodki umieści w zamożnych rodzinach zastępczych .

## Obsada
Źródło: Filmpolski.pl
- Vic Carmen Sonne(inne języki) – Karoline Nielsen
- Trine Dyrholm – Dagmar Overby
- Besir Zeciri(inne języki) – Peter Nielsen, mąż Karoline
- Joachim Fjelstrup(inne języki) – Jorgen
- Tessa Hoder(inne języki) – Frida, przyjaciółka Karoline

## Produkcja
Zdjęcia kręcono w Kopenhadze, Göteborgu, Kłodzku, Bystrzycy Kłodzkiej, Łodzi (Księży Młyn, Pałac Herbsta), Zgierzu (Łaźnia Miejska) oraz we Wrocławiu (Biblioteka Uniwersytecka przy ulicy Szajnochy i Pałac Wallenberg-Pachalych).

## Nagrody
| Rok  | Festiwal/instytucja                  | Nagroda                                                   | Nominowani                                       | Wynik   |
| ---- | ------------------------------------ | --------------------------------------------------------- | ------------------------------------------------ | ------- |
| 2024 | Art Film Fest (Koszyce)              | Nagroda za reżyserię                                      | Magnus von Horn                                  | Wygrana |
| 2024 | Art Film Fest (Koszyce)              | Nagroda za najlepszą rolę kobiecą                         | Trine Dyrholm                                    | Wygrana |
| 2024 | Les Vendanges du 7e Art (Pauillac)   | Nagroda Jury                                              | Magnus von Horn                                  | Wygrana |
| 2024 | Festiwal Polskich Filmów Fabularnych | Srebrne Lwy                                               | Malene Blenkov Mariusz Włodarski Magnus von Horn | Wygrana |
| 2024 | Festiwal Polskich Filmów Fabularnych | Nagroda za zdjęcia                                        | Michał Dymek                                     | Wygrana |
| 2024 | Festiwal Polskich Filmów Fabularnych | Nagroda za scenografię                                    | Jagna Dobesz                                     | Wygrana |
| 2024 | Festiwal Polskich Filmów Fabularnych | Nagroda za kostiumy                                       | Małgorzata Fudala                                | Wygrana |
| 2024 | Festiwal Polskich Filmów Fabularnych | Nagroda za muzykę                                         | Frederikke Hoffmeier                             | Wygrana |
| 2024 | Festiwal Polskich Filmów Fabularnych | Nagroda za drugoplanową rolę kobiecą                      | Trine Dyrholm                                    | Wygrana |
| 2024 | Festiwal Polskich Filmów Fabularnych | Nagroda dla reżysera castingu                             | Tanja Grunwald                                   | Wygrana |
| 2024 | Festiwal Polskich Filmów Fabularnych | Nagroda Dziennikarzy                                      | Magnus von Horn                                  | Wygrana |
| 2024 | Festiwal Polskich Filmów Fabularnych | Nagroda Jury Młodzieżowego                                | Magnus von Horn                                  | Wygrana |
| 2024 | Festiwal Polskich Filmów Fabularnych | Nagroda Festiwali i Przeglądów Filmu Polskiego za Granicą | Magnus von Horn                                  | Wygrana |
| 2024 | Festiwal Polskich Filmów Fabularnych | Nagroda Stowarzyszenia Kin Studyjnych                     | Magnus von Horn                                  | Wygrana |